# زوي وناماكر
زوي وناماكر (بالإنجليزية: Zoë Wanamaker)‏ (13 مايو 1949 -) هي ممثلة أمريكية.

## حياتها
اشتهرت بدورها في هاري بوتر وأجاثا كريستي بوارو

## روابط خارجية
- زوي وناماكر على موقع IMDb (الإنجليزية)
- زوي وناماكر على موقع روتن توميتوز (الإنجليزية)
- زوي وناماكر على موقع ألو سيني (الفرنسية)
- زوي وناماكر على موقع أول موفي (الإنجليزية)
- زوي وناماكر على موقع قاعدة بيانات برودواي على الإنترنت (الإنجليزية)
- زوي وناماكر على موقع قاعدة بيانات الأفلام السويدية (السويدية)
- زوي وناماكر على موقع إن إن دي بي (الإنجليزية)
- زوي وناماكر على موقع ديسكوغز (الإنجليزية)
- زوي وناماكر على موقع قاعدة بيانات الفيلم (الإنجليزية)
- زوي وناماكر على موقع كينوبويسك (الروسية)